# Challenger de Praga II
El IBG Prague Open es un torneo profesional de tenis. Pertenece al ATP Challenger Tour. Se juega desde el año 2020 sobre pistas de tierra batida, en Praga, República Checa.

## Palmarés

### Individuales
| Año  | Campeón          | Finalista         | Resultado        |
| ---- | ---------------- | ----------------- | ---------------- |
| 2020 | Aslan Karatsev   | Tallon Griekspoor | 6–4, 7–6(6)      |
| 2021 | Franco Agamenone | Ryan Peniston     | 6–3, 6–1         |
| 2022 | Oleksii Krutykh  | Lucas Gerch       | 6–3, 6–7(2), 6–2 |

### Dobles
| Año  | Campeones                           | Finalistas                       | Resultado        |
| ---- | ----------------------------------- | -------------------------------- | ---------------- |
| 2020 | Sander Arends David Pel             | André Göransson Gonçalo Oliveira | 7–5, 7–6(5)      |
| 2021 | Victor Vlad Cornea Petros Tsitsipas | Martin Krumich Andrew Paulson    | 6–3, 3–6, [10–8] |
| 2022 | Victor Vlad Cornea Andrew Paulson   | Adrian Andreev Murkel Dellien    | 6–3, 6–1         |